# Compsotata elegantissima
Compsotata elegantissima là một loài bướm đêm trong họ Noctuidae.